# 伊夫·迪馬努瓦爾省級體育場
伊夫·迪馬努瓦爾省級體育場（法語：Stade départemental Yves-du-Manoir），前称伊夫·迪馬努瓦爾奧林匹克體育場（法語：stade olympique Yves-du-Manoir），是位於法國科隆布可用於田徑、足球和橄欖球的體育場。1928年為了紀念法國橄欖球員伊夫·迪馬努瓦爾，所以以他的名字為球場命名。本體育場為1924年夏季奧林匹克運動會的主場館，可容納45000人。2024年夏季奧林匹克運動會曲棍球比賽將於此舉辦。

## 2024年夏季奧運會
該場地於2021年至2023年間進行了全面翻新。由建築事務所Celnikier et Grabli Architectes設計，並由建築集團Léon Grosse負責重建，工程於2023年12月竣工。全新綜合體將成為法國曲棍球聯合會及其國家訓練中心的所在地，內設兩個奧運比賽用的照明合成球場，其中一個球場配有1,000個座位的看台，並附有行政辦公室、會議室和更衣室等建築設施。  
綜合體還包括七個新的足球和橄欖球場。主球場將其著名的奧運田徑跑道移除改為一個僅適合熱身的小型200米跑道。因此該場地不再具備舉辦田徑比賽的條件，僅供學校和協會使用。然而其歷史悠久的主看台已升級為新座椅，現可容納6,000名觀眾。在2024年奧運會期間將加裝臨時看台，共約可容納9,500個座位。天然草皮場地已被全新的藍色合成草皮取代。整個體育綜合體在2024年夏季奧運會期間可容納約13,500名觀眾。該項目的總成本為1.01億歐元，預算由上塞納省和奧運工程交付公司（Solidéo）共同資助。  
除了設置法國曲棍球聯合會及其國家訓練中心外，計劃未來將使法國競賽俱樂部的曲棍球部門和足球部門法國足球競賽會成為該體育場的常駐俱樂部，此外競賽92橄欖隊也可能在此舉行部分比賽並進行訓練。

## 外部連結
- Colombes Stadium Yves-du-Manoir in postal card （页面存档备份，存于） (in French)
- History of the Olympic Stadium (in French)
- Article: （页面存档备份，存于） Chariots of Fire stadium reprieved

| 前任： 奧林匹克體育場 安特衛普     | 夏季奧林匹克運動會 主場館 (科隆布體育場) 1924 | 繼任： 奧林匹克體育場 阿姆斯特丹 |
| 前任： 國家法西斯黨國家體育場 羅馬 | 國際足總世界盃 決賽場館 1938                  | 繼任： 馬拉卡納體育場 里約熱內盧 |

48°55′46″N 2°14′53″E / 48.92944°N 2.24806°E